# Căsătorii între persoane de același sex în Țările de Jos
Țările de Jos a fost prima țară din lume care să legalizeze căsătoriile între persoane de același sex, când a introdus legea legalizând acestă uniune la 1 aprilie 2001. În Țările de Jos, partneriatele înregistrate între cupluri de același sex (geregistreerd partnerschap în neerlandeză) au fost legalizate la 1 ianuarie 1998.

## Statistici
Pentru primele șase luni după introducerea legislației în 2001, căsătoriile între persoane de același sex au compus 3,6% din totalul căsătoriilor neerlandeze - adică, s-au căsătorit 2.100 de bărbați și 1.700 de femei. În prima luna, acest număr a fost de 6%.

## Restricții
Căsătoriile între persoane de același sex în Țările de Jos sunt egale cu căsătoriile heterosexuale, cu excepția unui element - înfierea copiilor. Dacă o lesbiană măritată are un copil, nevasta ei nu va fi considerată legal ca al doilea părinte a copilului, numai în cazul în care înfiază acest copil, în care caz va fi recunoscută ca mamă vitregă sau ca a doua mamă.